# Hércules (película de 1997)
Hércules es una película animada dirigida por John Musker y Ron Clements, producida por Walt Disney Feature Animation y estrenada en 1997 durante el denominado «Renacimiento de Disney». Su trama sigue las andanzas mitológicas de Heracles (conocido en la película por su nombre romano, Hércules), un semidiós con superfuerza e hijo de Zeus, que debe aprender a convertirse en un verdadero héroe para recuperar su divinidad y un lugar en el Olimpo, mientras que su tío, Hades, planea su apoderarse de este.
La producción de la película se remonta a 1992, durante una reunión de lluvia de ideas entre los colaboradores de los estudios Disney en búsqueda de nuevos largometrajes. Si bien Musker y Clements estaban interesados en dirigir inicialmente El planeta del tesoro, el entonces presidente de Disney, Jeffrey Katzenberg, los convenció del potencial taquillero de un filme inspirado en las deidades griegas. Los bosquejos originales tuvieron ciertas modificaciones que se apartaron de la mitología clásica, y el libreto definitivo —a cargo de Musker, Clements, Donald McEnery, Bob Shaw e Irene Mecchi— incorporó elementos reminiscentes tanto de las anteriores películas sobre el personaje como de las comedias realizadas por Preston Sturges y Frank Capra. El diseño y animación de Hércules requirió de un equipo de aproximadamente setecientos artistas, animadores y otros técnicos, mientras que el elenco principal de voces estuvo conformado por Tate Donovan, Danny DeVito, James Woods y Susan Egan. La composición de la banda sonora recayó en Alan Menken.
Tras su estreno, la película recaudó 253 millones de dólares y se hizo acreedora a críticas mayormente favorables de la prensa especializada, particularmente por la actuación de Woods en su rol como Hades, aunque aspectos como el estilo visual de la animación y la música obtuvieron comentarios variados. A pesar de haber resultado una «decepción» en taquilla para Disney, contó con varias nominaciones y reconocimientos en forma de galardones como los premios Annie, y dio lugar a una franquicia conformada por series de televisión, videojuegos, una puesta en escena y otros productos derivados. Igualmente, a comienzos de 2020 se anunció una adaptación en imágenes reales.

## Argumento

### Sinopsis
En la antigua Grecia, los gobernantes de los dioses griegos, Zeus y su esposa Hera, tienen un hijo llamado Hércules en el Monte Olimpo. Mientras los demás dioses celebran su nacimiento, el malvado dios del inframundo y hermano de Zeus, Hades, planea derrocarlo y gobernar el Olimpo. A través de una profecía de las moiras, Hades se entera de que en dieciocho años, una alineación planetaria le permitirá liberar a los titanes, encerrados por Zeus, para conquistar el Olimpo, pero siempre en cuando Hércules no interfiera. Furioso, Hades envía a sus secuaces, Pena y Pánico, a secuestrar al bebé Hércules y estos le hacen beber una poción que lo vuelva mortal; sin embargo, justo antes de que pueda beber la última gota, es encontrado y adoptado por los granjeros Alcmena y Anfitrión, conservando así su fuerza sobrehumana y derrotando a Pena y Pánico transformados en serpientes.
Años después, a pesar del apoyo de sus padres adoptivos, el adolescente Hércules se ha convertido en un paria debido a su torpeza e incapacidad para controlar su fuerza, y se pregunta de dónde viene. Después de que sus padres adoptivos le muestran el medallón de los dioses, que llevaba cuando lo encontraron, Hércules decide visitar el templo de Zeus para obtener respuestas. Durante su visita, Zeus se comunica con él a través de su estatua y le revela a Hércules sobre sus orígenes, diciéndole que la única forma de regresar al Olimpo es volviéndose un héroe. Zeus envía a Hércules junto a su amigo de la infancia, el caballo alado Pegaso, para encontrar al sátiro Filoctetes, quien es reconocido como el entrenador de héroes como Odiseo, Perseo, Teseo y Aquiles. Filoctetes se ha retirado debido a las numerosas decepciones que tuvo con ellos, pero Hércules lo convence de seguir su sueño de entrenar a un héroe que sea reconocido por los dioses. Filoctetes entrena a Hércules como un héroe potencial, y luego se dirigen a Tebas. En el camino, se encuentran con Megara, una doncella sarcástica a quien Hércules salva del centauro Neso. Tras la partida de Hércules y los demás, Megara es revelada como una sirvienta de Hades, a quien vendió su alma para salvar a su novio, quien, sin embargo, la abandonó por otra mujer. Por medio de Megara, Hades descubre que Pena y Pánico le habían mentido durante todos estos años, ya que no habían logrado matar a Hércules, por lo que cual decide hacer todo lo posible para deshacerse de él.
Al llegar a Tebas, Hércules se siente repelido por los ciudadanos oprimidos hasta que aparece Megara, quien le informa que dos niños han quedado atrapados en un barranco. Hércules los rescata, sin saber que en realidad son Pena y Pánico transformados, y sin querer libera a la Hidra de Lerna, en un intento de Hades para acabar con él de una vez por todas. Para sorpresa de Hades y de los tebanos, Hércules logra derrotarla y se convierte en un héroe célebre, venciendo a varios otros monstruos enviados por Hades, entre los cuales se encuentran Medusa, el Minotauro y el León de Nemea. Sin embargo, y a pesar de su creciente fama, Zeus le dice que aún no es un verdadero héroe, sin dar mayores explicaciones. Triste y frustrado, Hércules pasa una noche al aire libre con Meg, durante la cuál se enamoran, a lo que Hades se entera y comprende que ella es la debilidad de Hércules. Tras oír a Hades discutiendo con Meg, Fil descubre la verdad y le dice a Hércules que la mujer le ha engañado, pero él no le cree y tienen una tensa discusión en la Fil termina por abandonarlo. Hades llega hasta Hércules trayendo consigo a Meg atada y amordazada, y le ofrece un trato: a cambio de la libertad de la chica, debe renunciar a su fuerza sobrehumana por un día. Hércules acepta, con la condición de que ella permanezca ilesa, y se decepciona cuando Hades revela que Meg trabajaba para él todo este tiempo, dándose cuenta de que Fil tenía razón.
Los planetas se alinean y Hades libera a los titanes, quienes atacan el Olimpo y logran hacer que Hades capture a los dioses, incluido a Zeus, mientras un cíclope viaja a Tebas para matar a Hércules. Megara, arrepentida de haber chantajeado al hombre que ama, encuentra a Pegaso y acude a Fil para persuadirlo de ayudar a Hércules. El héroe, entonces indefenso, vence al cíclope con ingenio; Megara, sin embargo, resulta gravemente herida al protegerlo de la caída de una columna. Esto rompe el acuerdo con Hades y permite a Hércules recuperar su fuerza sobrehumana. Mientras Filoctetes se queda para cuidar de Meg, Hércules y Pegaso vuelan al Olimpo, donde Hércules libera a los dioses y derrota a los titanes expulsándolos al espacio, frustrando así los planes invasivos del antagonista, pero Megara muere a causa de sus heridas antes de que este regrese con ella. 
Como el alma de Megara ahora se encuentra en el inframundo, Hércules viaja hasta ahí para rescatarla y le ofrece a Hades liberar a Megara del río Estigia, que hace que los mortales envejezcan rápidamente y los maten lentamente, a cambio de su propia vida. Su disposición a sacrificarse por la mujer que ama restaura su divinidad e inmortalidad antes de que el río pueda matarlo. Rescata a Megara y derrota a Hades arrojándolo al Estigia, donde las almas lo arrastran a las profundidades. Después de revivir a Megara, ella y Hércules son convocados al Olimpo, donde Zeus y Hera dan la bienvenida a su hijo a casa. Sin embargo, Hércules decide renunciar a ser un dios y elige permanecer en la Tierra con Megara. Hércules y sus amigos regresan a Tebas, donde ven a Zeus tallar la imagen de Hércules en una constelación que conmemore su heroísmo, para gran alegría de Fil.

### Temáticas
Hércules bien podría consistir en una adaptación de tres diferentes conceptos clásicos de un «héroe»: el arquetipo descrito por Joseph Campbell en su obra El héroe de las mil caras, la figura literaria panhelénica y los elementos trágicos del personaje derivados de la Poética de Aristóteles. Su trama sigue las andanzas de Heracles, un personaje de la mitología griega, en la búsqueda del significado de «volverse un héroe», aunque con ciertos cambios respecto a la historia clásica (como su parentesco y motivaciones, el rol antagónico de Hades, o la reimaginación de los titanes dado que los de la cinta son completamente diferentes a los de la mitología real) y en otros casos carece de algunas temáticas presentes en la obra original, tales como la violación y el asesinato. De acuerdo con Tom Schumacher, ejecutivo de Disney: «En esencia, esta película trata sobre algunas cosas muy importantes: los conceptos de fuerza, quién eres y qué es el carácter. También trata la noción de qué es una celebridad, qué es la cultura pop y qué significa ser popular». Adicionalmente, en palabras del codirector Musker: «Otra cosa que nos gustó mucho de Hércules fue que era el héroe ordinario. Mientras que muchos de los dioses parecen más allá de algo a lo que podrías aspirar, la gente se relaciona con Hércules porque es un tipo más normal».
La trama incluye referencias cómicas y parodias dirigidas a la audiencia adulta; por ejemplo, la atracción de una de las musas por la apariencia física del protagonista; la influencia de la película The Karate Kid en una de las secuencias del entrenamiento de Hércules; la comparación de Tebas con Nueva York; la formación de una constelación reminiscente de la característica pose de Marilyn Monroe en The Seven Year Itch; o críticas hacia la fama y la excesiva mercadotecnia, entre otras. De acuerdo con el codirector Clements: «Definitivamente es una epopeya [...] Tiene esta “grandeza”. Pero, a lo largo de la película, juntamos la “grandeza” con la “despreocupación”, y es una combinación interesante. Hay un elemento cómico que recorre la película, incluso en algunos de sus momentos más serios».
Cabe mencionar que la motivación de Hércules comparte rasgos con los de una princesa de Disney, al «querer demostrar su valía, tener un animal como aliado en Pegaso, y un interés romántico», mientras que el trasfondo de Mégara es un tanto más complejo, además de tener una personalidad más sarcástica a diferencia de otras producciones del mismo estudio. Inclusive el villano principal, Hades, resulta carismático. Otras temáticas incluidas en Hércules incluyen la masculinidad, el ideal de belleza masculina y la feminidad; el rol de la familia; el sentido de la vida, la identidad y el autoestima.

## Reparto de voces
El elenco estuvo conformado de la siguiente manera:
- Tate Donovan como Hércules: protagonista inspirado en la deidad mitológica Heracles que es desprovisto de sus poderes en su infancia y debe entrenarse para acceder nuevamente al Olimpo. Andreas Deja estuvo a cargo de la supervisión de su animación.[22]
  - Josh Keaton puso la voz de Hércules joven, mientras que Roger Bart se encargó de las canciones, a pesar de que en inicio también habían sido asignadas a Keaton. El supervisor de animación para las versiones de niño y joven fue Randy Haycook.[23]
- Danny DeVito como Filoctetes (o simplemente Fil): un sátiro cascarrabias que se desempeña como entrenador de héroes. Eric Goldberg , supervisor de animación de Filoctetes, citó a Gruñón de Blancanieves y a Baco de Fantasía como inspiración para el diseño del personaje.[22]
- James Woods como Hades: tío de Hércules y hermano de Zeus, gobernante del inframundo y antagonista de la película. Nik Ranieri se encargó de supervisar la animación.[22]
- Susan Egan como Mégara (o simplemente Meg): una mujer cínica que vendió su alma a Hades para salvar a su antigua pareja y esta la traicionó, y más adelante se enamora de Hércules. Ken Duncan se encargó de dirigir el equipo de animación.[22]
- Rip Torn y Samantha Eggar como Zeus y Hera: los padres biológicos de Hércules. Anthony DeRosa dirigió la animación.[24]
- Lillias White, Cheryl Freeman, Rhonda LaChanze, Roz Ryan y Vaneese Thomas como Calíope, Melpómene, Terpsícore, Talía y Clío: las musas que intervienen como narradoras de la historia. La animación para todas ellas fue responsabilidad de Michael Show.[25]
- Bobcat Goldthwait y Matt Frewer como Pena y Pánico: los demonios secuaces de Hades. Los supervisores de animación fueron James Lopez y Brian Ferguson, respectivamente.[7]
- Patrick Pinney como el cíclope. La animación fue dirigida por Dominique Monfrey.[7]
- Hal Holbrook y Barbara Barrie como Anfitrión y Alcmena: los padres adoptivos de Hércules. La animación fue obra de Richard Bazley en ambos casos.[26]
- Amanda Plummer, Carole Shelley y Paddi Edwards como Cloto, Láquesis y Átropos: las moiras que predicen el intento fallido de Hades para tomar el Olimpo. Nancy Beiman fue la supervisora de animación en los tres casos.[27]
- Paul Shaffer como Hermes: el mensajero de Zeus y Hera. Michael Swofford fue su animador.[28]
- Jim Cummings como Neso: primera criatura a la que se enfrenta Hércules y que tiene secuestrada a Meg en un inicio. Las tareas relacionadas con la animación fueron obra de Chris Bailey.[29]
- Frank Welker como Pegaso: el caballo alado que acompaña a Hércules. Las animaciones fueron llevadas a cabo bajo las directrices de Ellen Woodbury.[7]
- Charlton Heston como un narrador al inicio, a modo de cameo.[7]

Donny Osmond audicionó para interpretar a Hércules, pero no obtuvo el papel debido a que su tono de voz era muy grave y, en su lugar, recibió un rol cantado en Mulan (1998). Más adelante, el protagonista quedó asignado a Tate Donovan, actor que nunca antes había dado voz a un personaje animado y que, en opinión del supervisor Andreas Deja: «Tenía una agradable aunque inocente calidad en sus lecturas (de las pruebas de audición)». Cuando Musker y Clements se acercaron con Danny DeVito para pedirle que realizara sus pruebas para el rol de Filoctetes, el actor declinó su participación. Por lo tanto, otros intérpretes se mostraron interesados y llevaron a cabo lecturas para quedarse con el personaje, entre los cuales se incluyen Ed Asner, Ernest Borgnine, Dick Latessa y Red Buttons. Al final los directores y la productora Alice Dewey insistieron en que DeVito fuese el actor, y llegaron a un acuerdo con él durante una comida con pasta mientras este filmaba Matilda (1996).
Por su parte, Susan Egan había hecho pruebas de audición para algún personaje de Disney desde La bella y la bestia (1991), además del papel de Bella en la producción de Broadway. Tras aprender sobre Hércules, la actriz mostró interés por Meg, si bien reveló: «Alan Menken inicialmente obstaculizó que persiguiera esa parte. Dijo que la líder femenina en Hércules se suponía que (tiene que) ser esta cínica arrogante, sonando en nada en absoluto como la dulce e inocente Bella». Sin embargo, finalmente cedió y permitió que Egan tomase una prueba. Esta leyó su parte enfrente de un micrófono mientras era grabada en vídeo, mientras Menken, el director del musical de La bella y la bestia, Michael Kosarin, y los productores se sentaron en una mesa con los ojos cerrados. Una vez que salieron los resultados de la prueba de animación sincronizada con la voz de Susan, esta consiguió el papel.
La selección de actor para Hades conllevó dificultades para Musker y Clements. Cuando DeVito preguntó al par de directores si tenían a alguien en mente, estos simplemente respondieron que no habían encontrado al candidato adecuado, a lo que respondió: «¿Por qué no le preguntan a Jack Nicholson?». Después de que DeVito informara a su proponente del proyecto, el estudio a la semana siguiente estaba listo para pagarle 500 000 USD por el trabajo, pero Nicholson exigía aproximadamente entre diez y quince millones, más el 50 % de las ganancias por la mercadotecnia del personaje. Reacios a compartir beneficios con el actor, Disney volvió con una contraoferta significativamente inferior a lo que había solicitado en un inicio, por lo que Nicholson ignoró el proyecto.
Decepcionados por el rechazo, Clements y Musker seleccionaron a John Lithgow como Hades en otoño de 1994, aunque cambiaron de parecer en agosto del año siguiente después de concluir que no era el adecuado para el personaje. De acuerdo con John Musker, Ron Silver, James Coburn, Kevin Spacey, Phil Hartman, Rod Steiger y Jerry Lewis estuvieron en pláticas para interpretar a Hades, mientras que Michael Ironside, Terrence Mann y Martin Landau hicieron pruebas de audición, de acuerdo con el animador Nik Ranieri. Los directores quedaron sorprendidos con la interpretación de James Woods y llegaron a un acuerdo con él en octubre de 1995. En un inicio, Dewey mencionó que «Hades se suponía que hablaría lento y debía de mostrarse amenazante en una forma callada y espeluznante», aunque su forma de hablar de «una milla en un minuto» sería una «gran toma» para el villano. De hecho, Wood aplicó mucho ad libitum en sus diálogos con Meg. Uno de sus secuaces, Pena, fue guionizado con Bobcat Goldthwait en mente, aunque el actor confesó que tuvo que ir a la prueba de audición igualmente.

### Doblaje al español
Para la distribución en el mercado de habla hispana se hicieron dos doblajes: uno para los países de Latinoamérica y otro para España. Los del primer grupo, contaron con una versión elaborada por los estudios Prime Dubb, ubicados en la Ciudad de México, con Rubén Trujillo como director del proceso. Por su parte, la versión ibérica fue llevada a cabo en el estudio Sonoblok, radicado en Barcelona, bajo la dirección de Miguel Ángel Jenner.

#### Latinoamérica
Los actores en cargados de poner las voces fueron Ricky Martin (como Hércules de adulto), Víctor Mares y Antonio Benavides (Hércules joven en diálogos y canciones); Marcos Valdés (Filoctetes), Guillermo Romano y Beatriz Aguirre (Zeus y Hera); el propio Rubén Trujillo (como Hades), Tatiana (Megara), Guadalupe Noel y Arturo Mercado (Alcmena y Anfitrión); Evelyn Solares, Beatriz Aguirre y Guadalupe Noel (como las arpías Cloto, Láquesis y Átropo, respectivamente); Rebeca Manríquez y Vicky Gutiérrez (como la musa Calíope en diálogos y canciones); Blanca Flores, Ruth Howard, Mirna Garza y María del Sol (como las otras musas: Clío, Melpómene, Terpsícore y Talía), mientras que Javier Rivero y Gabriel Cobayas pusieron las voces a Pena y Pánico, respectivamente.

#### España
El elenco principal de voces quedó conformado por Sergio Zamora (Hércules de adulto), Rafael Alonso Naranjo y Ferrán González (Hércules joven en diálogos y canciones, respectivamente); Jordi Vila (Filoctetes), Claudio Rodríguez y María Luisa Solá (como Zeus y Hera), Pep Antón Muñoz (Hades), Nuria Mediavilla y Celia Vergara (Megara en diálogos y canciones), Rosa Guiñón y Joaquín Díaz (como Alcmena y Anfitrión); Marta Martorell, Carmen Contreras y Rosa María Pizá (como las moiras Cloto, Láquesis y Átropo, respectivamente); Mercedes Montalá y Susan Martín (como la musa Calíope en diálogos y canciones); María Caneda, Paula Bas, Cani González y Helen de Quiroga (como las demás musas: Clío, Melpómene, Terpsícore y Talía); y, finalmente, Juan Fernández y Pep Sais (en los roles de Pena y Pánico).

## Producción

### Antecedentes y redacción del guion

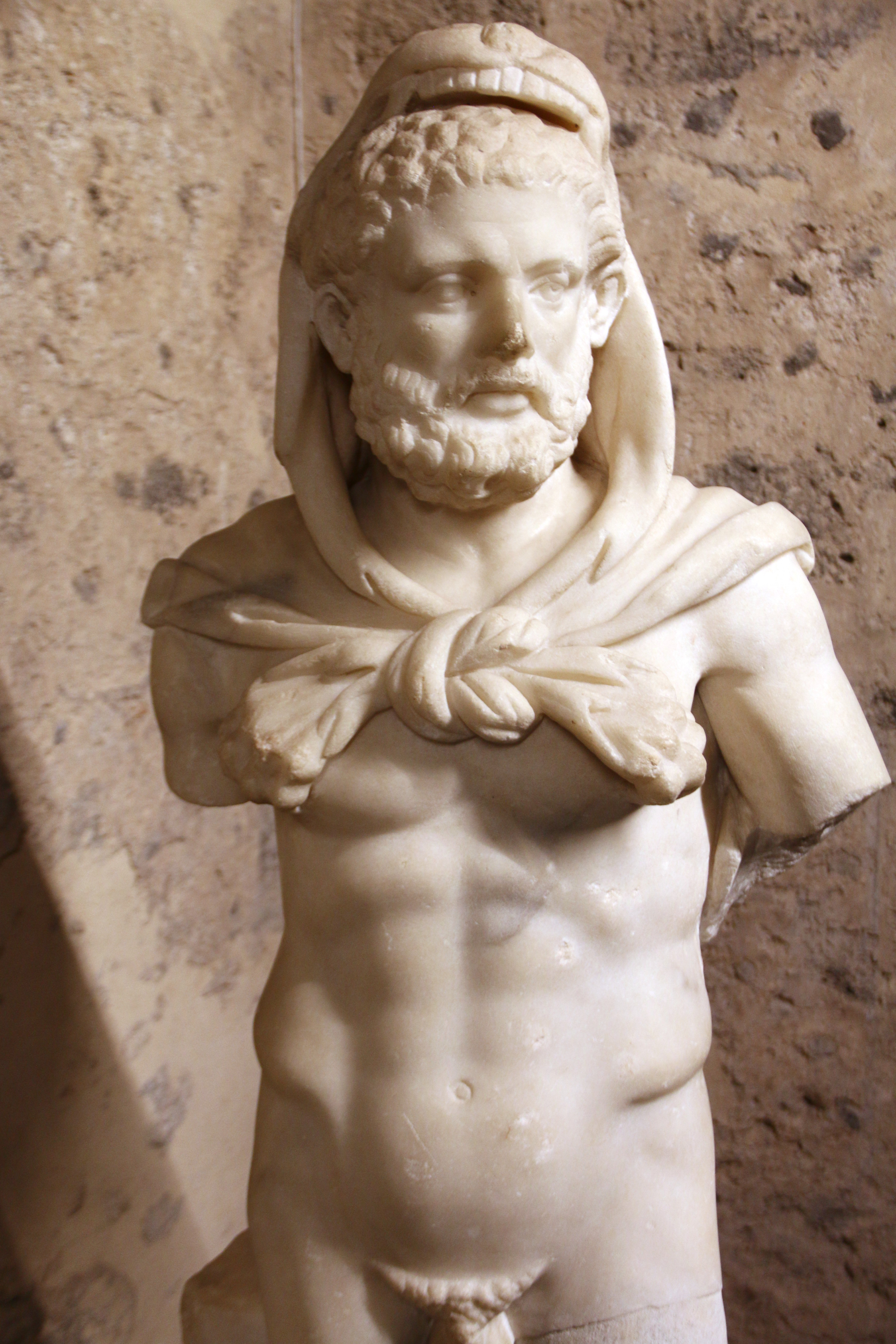
Estatua del de Heracles, personaje en el que se basa el protagonista, en el museo de Castello Ursino (Sicilia, Italia).

La producción de Hércules se remonta a comienzos de 1992, durante una reunión de lluvia de ideas para potenciales películas animadas en la que participaron treinta colaboradores de los estudios Disney. Un par de iniciativas estaban inspiradas en obras de la Antigua Grecia: la Odisea convenció a los ejecutivos y entró en etapa de producción al verano siguiente, aunque debió ser cancelada poco después debido a que era muy extensa y carecía de personajes centrales y elementos cómicos; por otro lado, la idea de que Hércules aprendiera una lección de humildad durante la Guerra de Troya también resultó del agrado de los estudios y, si bien su proponente (el animador Joe Haidar) no estuvo involucrado más allá de esta etapa, dio inicio a su producción cinematográfica.
Tras el éxito de Aladdin, los cineastas Ron Clements y John Musker estaban interesados en dirigir El planeta del tesoro. Sin embargo, Jeffrey Katzenberg (presidente de los estudios Disney en ese entonces) los convenció para filmar antes otro largometraje que tuviese un mayor potencial de volverse taquillero. Entre las propuestas descartadas se encontraban adaptaciones de Don Quijote de la Mancha y La vuelta al mundo en ochenta días. De acuerdo con Clements y Musker: «Hércules hizo clic de inmediato como concepto [...] Pensamos que sería nuestra oportunidad de hacer una película de “superhéroes” [...] somos fanáticos de los cómics. Al estudio le gustó que nos moviéramos a ese proyecto y así lo hicimos».
El dúo de directores consultó las obras de autores especializados en la mitología griega tales como Thomas Bullfinch, Edith Hamilton y Robert Graves para documentarse más sobre el tema. Los primeros bosquejos, que datan de noviembre de 1993, tenían elementos del mito griego tales como un protagonista atrapado entre dos mundos, un aliado con apariencia física reminiscente del actor Danny DeVito, una heroína sabia, un villano poderoso y una confrontación entre el idealismo y el cinismo. A pesar de ello, prefirieron desviarse del material original, ya que contenía narrativas que «serían conceptos difíciles de abordar en una cinta de Disney», como la explicación de que Hércules había sido engendrado fuera del matrimonio de Zeus y Hera. Otros cambios notables tuvieron que ver con la razón de por qué Hércules era un semidiós; la sustitución de Hera por Hades como el antagonista principal de la historia; la omisión de dos secuaces de Hades (Fama y Desprecio); y el contraste visual entre el inframundo y el Olimpo. En opinión de Clements: «La idea de que Hércules fuera mitad hombre y mitad dios presentaba muchas posibilidades interesantes y divertidas para la trama».
Además de las anteriores versiones fílmicas del personaje, ciertas comedias alocadas dirigidas por Preston Sturges y Frank Capra sirvieron de inspiración para la relación de Hércules y Mégara como un «joven Jimmy Stewart en Mr. Smith Goes to Washington» y «los personajes de Barbara Stanwyck en Las tres noches de Eva y Meet John Doe», respectivamente. De acuerdo con su investigación, Clements y Musker se percataron de que Hércules bien podía ser una «celebridad atlética» en la modernidad y lo catalogaron como el «Michael Jordan de su época». El guion definitivo surgió de varios tratamientos y contó con la participación adicional de los guionistas Donald McEnery, Bob Shaw e Irene Mecchi con el propósito de brindarle un tono más humorístico a la trama.

### Diseño y animación

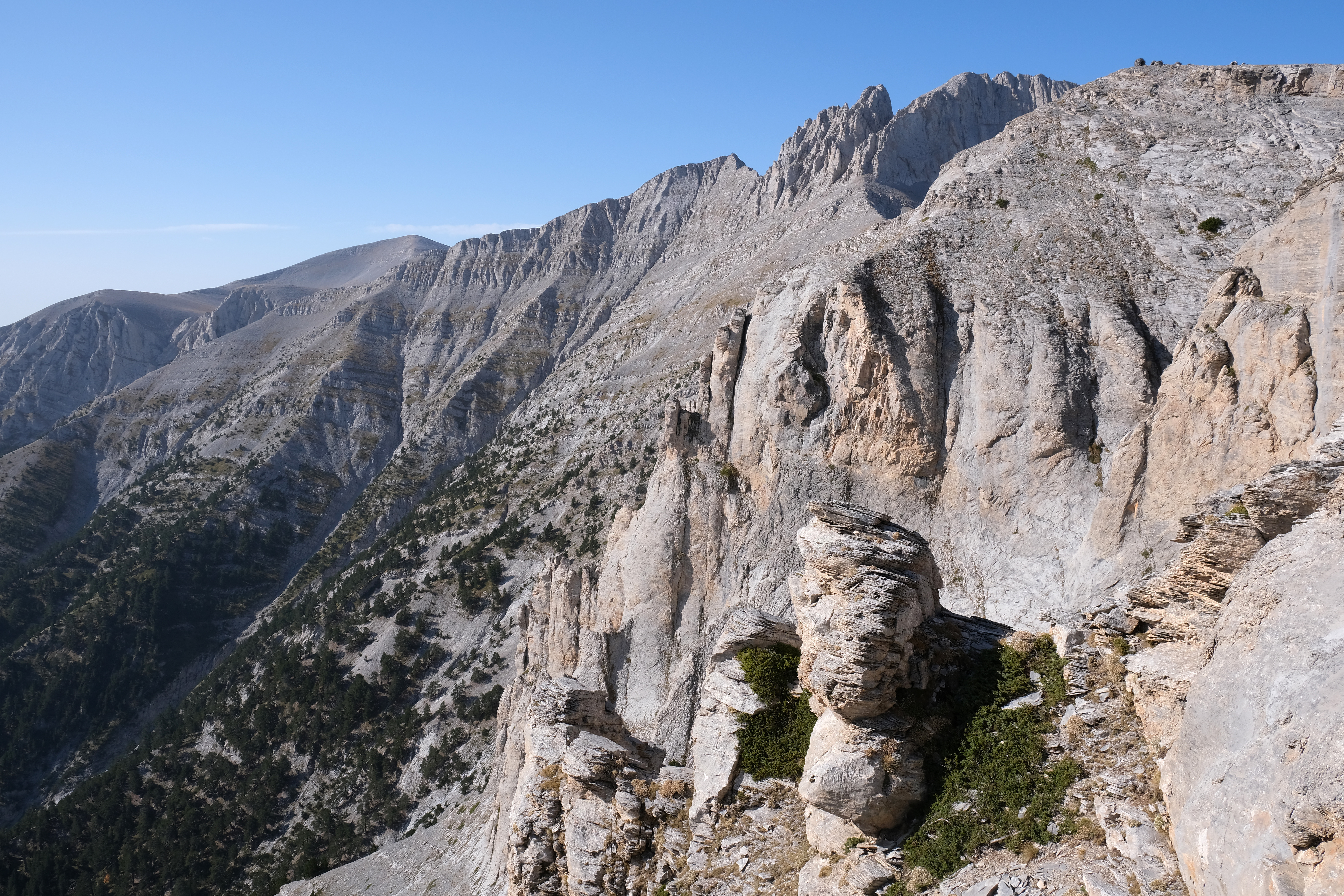
Vista del monte Olimpo, en Grecia, lugar de residencia de los dioses y de nacimiento de Hércules en el filme.

Las ilustraciones del caricaturista británico Gerald Scarfe para una portada de la revista Time sobre The Beatles influyeron para que Clements y Musker lo invitaran a visitar los estudios Disney en 1993, pues percibían que su estilo artístico era parecido al de la pintura de los jarrones griegos. En ese entonces, el caricaturista se encontraba trabajando en una adaptación de La flauta mágica. Disney accedió a contratarlo como diseñador de producción para Hércules con la finalidad de elaborar docenas de dibujos. Scarfe llevó a cabo una investigación mínima, ya que no quería estar influenciado por otras «interpretaciones» que habían requerido que él enviara treinta y dos bocetos vía fax o mensajería, y acabó produciendo al menos setecientos dibujos durante la etapa de producción. Para julio de 1995, Scarfe y otros quince animadores y diseñadores comenzaron a trabajar con los prototipos de cada personaje de la película, mientras otros miembros del equipo acudieron a un viaje por Grecia y Turquía para investigar sobre la mitología griega clásica. Para facilitar la labor de los animadores de Disney al emular el estilo «demasiado fluido y caótico» de Scarfe, la estilista Sue Nichols creó gráficos de referencia que incluían elementos de diseño de Scarfe e ilustraciones griegas clásicas.
El proceso de animación comenzó a principios de 1995 con un equipo de aproximadamente setecientos artistas, animadores y técnicos en Burbank, California, mientras que la sucursal de los estudios en Francia se encargó de producir diez minutos del largometraje, incluida la secuencia climática donde los titanes y Hércules descienden al inframundo. A manera anecdótica, Andreas Deja, supervisor de animación del protagonista, comentó que su equipo de trabajo en Hércules había sido «el más grande con el que he trabajado» hasta entonces, puesto que en los largometrajes de La bella y la bestia (1991), Aladdín (1992) y El rey león (1994) solo había estado con cuatro colaboradores en cada uno para diseñar a Gastón, Jafar y Scar, respectivamente. En esta ocasión, se hizo acompañar de alrededor de doce integrantes de producción. Debido a que Deja ya había diseñado tres antagonistas con anterioridad, los directores le ofrecieron Hades en primer lugar, pero este prefirió encargarse de Hércules: «Sabía que sería más difícil y más desafiante, pero simplemente necesitaba tener esa experiencia en mi repertorio», además de describir al personaje como: «No un pedante, no un animal de ciudad, es simplemente un niño ingenuo atrapado en un cuerpo grande». Por su parte, el diseño de Meg viene de «una chiflada cómica de los cuarenta», aunque también se usaron estilos griegos: «Su cabeza es un tipo de forma de jarrón y obtiene un rizo griego en la espalda», de acuerdo con declaraciones de su supervisor Ken Duncan.
La decisión de Nicholson de rechazar el papel de Hades hizo que su entonces supervisor de animación Eric Goldberg (que anteriormente había participado en Pocahontas) también perdiera el interés en el personaje. En ese lapso, Chris Buck renunció a su rol como encargado del desarrollo de Filoctetes, por lo cual Goldberg aprovechó la ocasión para proponerse como nuevo responsable, inspirado por la incorporación de DeVito como el actor de voz del personaje. A su parecer, este último guardaba reminiscencia con la baja estatura, la calvicie y lo «blando del medio» del actor. Lo cierto es que el diseño de Filoctetes pasó por hasta veintisiete propuestas antes de llegar a la versión definitiva, la cual estuvo inspirada en el mal humor de Gruñón de Blancanieves y los siete enanitos (1937) y la estructura facial de Baco de Fantasía (1940). El diseño también incorporó la estructura de la cavidad bucal de DeVito, la cual replicaron al ver al actor durante las sesiones de grabación de Hércules. En el caso de Hades, el animador Nik Ranieri se inspiró en los bocetos iniciales de Scarfe y los movimientos de Woods mientras le daba voz al antagonista. Si bien Ranieri dibujó el cuerpo del antagonista a mano, para la animación del cabello requirió colaborar con un equipo de efectos especiales. Según el animador, el personaje está «basado en un agente de Hollywood, un tipo de vendedor de coches», que habla mucho y muy rápido, lo que supuso que una escena de un segundo tardase más de dos semanas en animarse. De forma similar al trabajo de Goldberg con Filoctetes, Ranieri hizo lo propio con las muecas de Hades a partir de la gesticulación de Wood. Otros dioses que también aparecen en la cinta son Poseidón, Atenea, Apolo y Artemisa, quienes personifican el mar, la sabiduría, la luz y la naturaleza, respectivamente.
Los bocetos preliminares de Scarfe para Hidra ya incluían los colmillos y cuellos serpenteantes antes de que el estudio decidiera que su diseño corriera a cargo del equipo de animación por ordenador encabezado por Roger Gould. Para esto, se realizó una escultura en arcilla la cual digitalizaron mediante un modelo de estructura alámbrica para su animación. Para crear las treinta cabezas que la conforman, se produjo una cabeza «principal» a partir de la cual se replicaron las demás a su respectiva escala. En total, trece animadores y directivos técnicos invirtieron casi medio año en producir la secuencia de batalla de Hidra que tiene una duración de cuatro minutos en la película. A su vez, el Olimpo se concibió como una ciudad compuesta por nubes, por lo cual se combinaron fondos pintados con nubes junto con elementos reminiscentes de nubes para crear una técnica tipo morphing que se usó para la cuna de Hércules y la silla reclinable de Zeus.

### Banda sonora

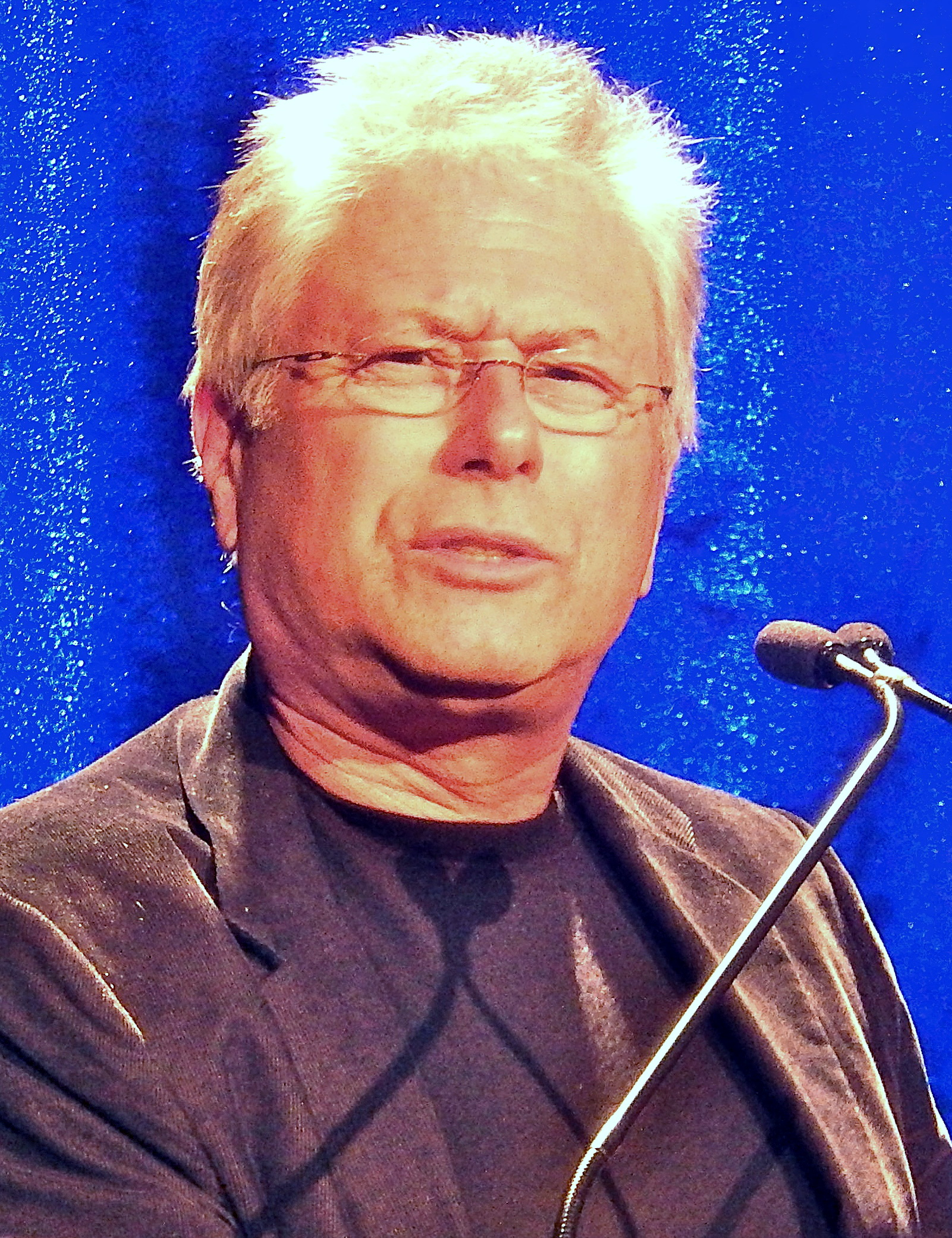
Alan Menken, principal compositor de la banda sonora.

La composición de la banda sonora recayó en Alan Menken, que anteriormente ya había colaborado con Disney en La sirenita, La bella la bestia, Aladdín, Pocahontas y El jorobado de Notre Dame. David Zippel quedó a cargo de las letras tras su aclamado trabajo en City of Angels, mientras que Daniel Troob y Michael Starobin hicieron lo propio con la orquestación. De hecho, se trató de la primera ocasión que Menken y Zippel trabajaban juntos en un mismo musical pese a que su amistad databa de hacía dieciséis años atrás. Entre los artistas vocales que contribuyeron en algunos de los temas se encuentran Lillias White, Rhonda LaChanze, Roz Ryan, Roger Bart, e inclusive DeVito y Egan participaron en ciertas canciones.
Si bien la música griega suele asociarse con instrumentos como el buzuki y la lira, Clements y Musker prefirieron otras alternativas. Por ejemplo, el segundo sugirió sobretonos tipo góspel, ya que consideró que la cinta «es un tipo de narración musical que a menudo se asocia con la esperanza, el idealismo y los eventos más grandes que la vida. Puede ser estimulante, especialmente cuando deja a todos sobre sus pies». Al principio se mostró escéptico, pero al final reconoció que había sido una buena decisión. Durante la producción, tanto Menken como Zippel compusieron un tema al que llamaron «Shooting Star» que, en palabras de Menken: «Era una canción muy dulce y muy sincera», aunque el estudio la descartó por ser demasiado nostálgica y «con poco encaje». Pese a lo anterior, dio pie al tema considerado como «el poste de la música de Hércules»: «Go the Distance». Por otra parte, Meg en un principio tenía asignada una balada titulada «I Can't Believe My Heart», pero el supervisor Ken Duncan señaló que la canción estaba fuera de la personalidad del personaje, por lo que en su lugar Menken y Zippel habrían de componer posteriormente «I Won't Say (I'm in Love)».
Algunos medios especializados como el portal Allmusic.com opinaron que el material «no es tan fuerte como otras bandas sonoras del estudio de los años noventa». Más en concreto, resaltaron: «No tiene el melodicismo sic natural y memorable de La Sirenita o La bella y la bestia, ni tiene la apariencia brillante del trabajo de Elton John para El rey león. No obstante, la música es más potente que la de Pocahontas y El jorobado de Notre Dame. El tema «Go the Distance» recibió un par de nominaciones a los premios Óscar y a los Globos de Oro. A continuación, se muestra la lista con los temas de la banda sonora:
| N.º | Título                           | Duración |  |
| 1.  | «Long Ago...»                    | 00:30    |  |
| 2.  | «The Gospel Truth I/Main Titles» | 02:25    |  |
| 3.  | «The Gospel Truth II»            | 00:59    |  |
| 4.  | «The Gospel Truth III»           | 01:05    |  |
| 5.  | «Go the Distance»                | 03:14    |  |
| 6.  | «Oh Mighty Zeus»                 | 00:45    |  |
| 7.  | «Go the Distance (Reprise)»      | 00:57    |  |
| 8.  | «One Last Hope»                  | 03:00    |  |
| 9.  | «Zero to Hero»                   | 02:20    |  |
| 10. | «I Won't Say (I'm in Love)»      | 02:20    |  |
| 11. | «A Star Is Born»                 | 02:04    |  |
| 12. | «Go the Distance»                | 04:42    |  |
| 13. | «The Big Olive»                  | 01:07    |  |
| 14. | «The Phrophecy»                  | 00:53    |  |
| 15. | «Destruction of the Agora»       | 02:07    |  |
| 16. | «Phil's Island»                  | 02:25    |  |
| 17. | «Rodeo»                          | 00:39    |  |
| 18. | «Speak of the Devil»             | 01:30    |  |
| 19. | «The Hydra Battle»               | 03:28    |  |
| 20. | «Meg's Garden»                   | 01:14    |  |
| 21. | «Hercules' Villa»                | 00:37    |  |
| 22. | «All Time Chump»                 | 00:37    |  |
| 23. | «Cutting the Thread»             | 03:23    |  |
| 24. | «A True Hero/A Star Is Born»     | 05:33    |  |

### Características técnicas
Hércules fue producida mediante el uso de lentes esféricas (para que las imágenes resultantes no se achaten) con una relación de aspecto de 1.85:1, en su coeficiente de negativo se reduce a 1.66:1, e incluso a 1.33:1 para su lanzamiento en formato VHS. Para la coloración, se eligieron los laboratorios Technicolor, mientras que el negativo fotográfico es de 35mm. Asimismo, las mezclas de sonido fueron llevadas a cabo mediante los sistemas DTS, Dolby Digital y SDDS.

## Lanzamiento

### Mercadotecnia
En febrero de 1997, Disney empezó su campaña de mercadotecnia de Hércules con un recorrido patrocinado por Chevy Venture y titulado Disney's Hercules Mega Mall Tour, con el cual los interesados viajaban por una veintena de ciudades de Estados Unidos, la primera de ellas Atlanta, Georgia. Esta propuesta ya había sido usada en producciones anteriores como Pocahontas y El jorobado de Notre Dame y, de manera idéntica, el paseo incluía once atracciones entre las cuales se hallaban espectáculos multimedia, un tiovivo en miniatura tematizado con Pegasus de pequeño, un carnaval con casetas inspiradas en la película y un taller de animación de diez minutos presentado por el especialista Andreas Deja con el objetivo de enseñarle a los invitados cómo dibujar a mano a los protagonistas de la película.
Un total de ochenta y cinco licencias dieron lugar a otras varias campañas publicitarias mediante acuerdos con compañías como McDonald's, Mattel, Nestlé o Hallmark. Cabe mencionar que los productos compitieron directamente con las cintas estrenadas simultáneamente en ese año, como Batman y Robin y The Lost World: Jurassic Park, además del relanzamiento de la trilogía de Star Wars a principios de año. Hércules pasó a ser el primer largometraje cuyo espectáculo de Disney on Ice antecedió al lanzamiento del respectivo largometraje.

### Estreno
Simultáneamente a la premier ocurrida el 14 de junio de 1997, Hércules apareció como protagonista del desfile Main Street Electrical Parade en Times Square, Nueva York, conformado por carrozas electrificadas y emitido en directo en Disney Channel, como parte de un programa que incluía una narración sobre cómo se hizo la cinta. Dicho recorrido se extendió desde la Calle 42 hasta la Quinta Avenida. Algunos personajes célebres como Lauren Hutton, Harvey Keitel, Andy García, Barbara Walters, Michael Bolton o Marilu Henner acudieron al evento, así como algunos atletas olímpicos que se montaron en hasta treinta furgones. Posteriormente se llevó a cabo una fiesta privada en el complejo de Chelsea Piers en donde Susan Egan interpretó en vivo algunos temas de la película junto al río Hudson, además de un espectáculo de fuegos artificiales. Las fechas de estreno a nivel mundial fueron las siguientes:
| Fechas de estreno (Fuente: IMDb)  |                                                        |                                                    |                         |
| País                              | Fecha de estreno                                       | País                                               | Fecha de estreno        |
| Estados Unidos                    | 14 de junio de 1997 (premier) 27 de junio de 1997      | Guinea Ecuatorial                                  | 25 de octubre de 1997   |
| Canadá Uruguay                    | 27 de junio de 1997                                    | República Centroafricana                           | 31 de octubre de 1997   |
| Argentina                         | 3 de julio de 1997                                     | Dinamarca Suecia                                   | 14 de noviembre de 1997 |
| Brasil México                     | 4 de julio de 1997                                     | España                                             | 17 de noviembre de 1997 |
| Corea del Sur                     | 5 de julio                                             | Alemania Países Bajos                              | 20 de noviembre de 1997 |
| Hong Kong                         | 10 de julio de 1997                                    | Polonia Suiza (zona de habla alemana)              | 21 de noviembre de 1997 |
| Grecia Taiwán                     | 12 de julio de 1997                                    | Islandia                                           | 22 de noviembre de 1997 |
| Granada                           | 24 de julio de 1997                                    | Bélgica Francia                                    | 26 de noviembre de 1997 |
| El Salvador                       | 25 de julio de 1997                                    | Hungría                                            | 27 de noviembre de 1997 |
| Japón                             | 26 de julio de 1997                                    | Estonia Portugal Sudáfrica                         | 28 de noviembre de 1997 |
| Azerbaiyán Bielorrusia Kazajistán | 10 de agosto de 1997                                   | Finlandia Italia Noruega                           | 5 de diciembre de 1997  |
| Ruanda                            | 14 de agosto de 1997                                   | Eslovenia                                          | 11 de diciembre de 1997 |
| Singapur                          | 20 de agosto de 1997 (premier) 4 de septiembre de 1997 | Guinea Guinea-Bisáu                                | 13 de diciembre de 1997 |
| Nueva Zelanda                     | 11 de septiembre de 1997                               | Gabón                                              | 15 de diciembre de 1997 |
| Filipinas                         | 12 de septiembre de 1997                               | Camerún                                            | 24 de diciembre de 1997 |
| Chile                             | 13 de septiembre de 1997                               | Barbados Brunéi Comoras Islas Cocos Islas Malvinas | 25 de diciembre de 1997 |
| Benín                             | 14 de septiembre de 1997                               | Senegal                                            | 26 de diciembre de 1997 |
| Australia                         | 18 de septiembre de 1997                               | Turquía                                            | 23 de enero de 1998     |
| Reino Unido                       | 10 de octubre de 1997                                  | Madagascar                                         | 3 de mayo de 2000       |
| Irlanda                           | 17 de octubre de 1997                                  | Rusia                                              | 2 de junio de 2001      |

## Recepción

### Comercial
En un principio, los analistas de Wall Street estimaron que Hércules conseguiría en Estados Unidos una recaudación aproximada de entre 125 y 150 millones USD, teniendo en cuenta la amplia campaña de marketing y el tono humorístico similar al de Aladdín (1992). El filme se estrenó de forma limitada el 13 de junio de 1997 en una única sala de cine. Durante ese fin de semana, recaudó 249 567 con el que obtuvo el decimotercer lugar en la clasificación en taquilla. En las dos primeras semanas, el largometraje se hizo acreedor a ganancias por valor de 1.45 millones USD, al extenderse a dos teatros. Una vez que el lanzamiento se llevó a cabo para todo el público el 27 de ese mismo mes, los ingresos apuntaron a unos 21.5 millones USD en 2621 salas de cine ese fin de semana, solo por detrás de Face/Off con 22.7 millones USD.
En su primer par de semanas de estreno ilimitado, Hércules cosechó hasta 58 millones USD, muy inferior a los resultados de Pocahontas (que se llevó 80 millones) o El Rey León (119 millones) en el mismo período de tiempo. Esto fue considerado decepcionante por los accionistas de Disney, cuyo valor bursátil bajó 9.7%, aunque sus directivos lo achacaron a una mayor competencia. En su tercer fin de semana, el presidente de Buena Vista Pictures Distribution, Dick Cook, mantuvo que otras películas de corte familiar como Hombres de negro o Batman y Robin contribuyeron a descender el desempeño en taquilla de Hércules, pero aun así se esperaba que recaudara unos 300 millones USD a nivel mundial. Asimismo, algunos analistas del mundo del entretenimiento especularon con que la película no atraía fuertemente a adultos y adolescentes como La Bella y la Bestia, Aladdín o El Rey León a las que acudían tanto parejas para una cita como otras personas con planes familiares. Para la primavera de 1998, Hércules se hizo con 99 millones USD en Estados Unidos y Canadá, lo que la convirtió en la tercera película del Renacimiento de Disney con peor desempeño comercial, solo por detrás de La Sirenita y The Rescuers Down Under. La venta de entradas en Grecia también fue escasa, debido a la mala crítica, algo que ya había sucedido antes con El Jorobado de Notre Dame en Francia por las reacciones de los descendientes de Víctor Hugo o con Pocahontas por los nativos americanos haciendo lo propio. Su recaudación mundial ascendió a 253 millones USD.

### Crítica

#### Anglosajona y de otros países
Hércules recibió críticas generalmente positivas. En el sitio web recopilatorio Rotten Tomatoes posee una valoración de 82 % de acuerdo con 56 reseñas; en su evaluación, los responsables del portal concluyeron lo siguiente: «De ritmo rápido y repleta de docenas de referencias a la cultura pop, Hércules puede no estar a la altura de los verdaderos clásicos del panteón de Disney, pero aún así es muy divertida». Mientras tanto, Metacritic le asignó una calificación promedio de 74 sobre 100 a partir de veintidós evaluaciones de distintos medios, y en CinemaScore tiene una puntuación de «A».

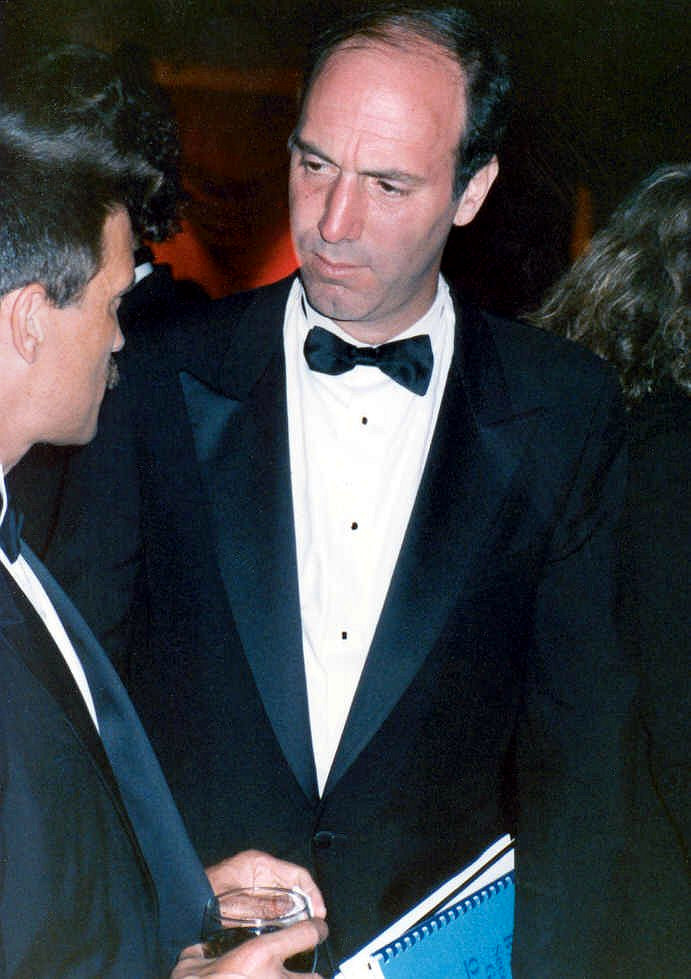
El conocido crítico Gene Siskel, entre otros, alabó la actuación de James Woods en su rol como Hades.

El reparto de voces en inglés resultó uno de los aspectos mejor valorados por la crítica, particularmente el trabajo de Woods con Hades. Owen Gleiberman, de la revista Entertainment Weekly, calificó dicha actuación como «una inspiración de vodevil inexpresivo. Su jocosidad seca es hilarantemente incongruente: es como un vendedor hostil y bromista atrapado en el cuerpo del Anticristo». De forma similar, Roger Ebert, Gene Siskel y James Berardinelli, en sus correspondientes reseñas para Chicago Sun-Times, Chicago Tribune y ReelViews, compararon la «inventiva verbal» y el «patrón» de Woods con el trabajo de Robin Williams en Aladdín, aunque Siskel consideró que Hades «es el único personaje memorable de la película». A su vez, Berardinelli señaló que, aunque la voz de Woods «no es tan camaleónica, es la creación más vibrante de Disney desde el Genio de Williams». En ese sentido, una opinión similar provino de Janet Maslin, en su crítica para The New York Times.
La animación con el estilo del caricaturista Gerald Scarfe obtuvo opiniones variadas. Berardinelli lo catalogó como el aspecto más «decepcionante» de la cinta y mencionó que «este enfoque hace que la película parezca apresurada y, en ocasiones, incompleta. Nunca es una maravilla visual, incluso las escenas generadas por computadora no impresionan. Las secuencias destinadas a ofrecer el mayor espectáculo, el Olimpo y el inframundo, provocan poco más que un bostezo». Adicionalmente, Siskel se mostró sorprendido por «lo pálida y de bajo costo que se ve la animación», mientras que Desson Howe, de The Washington Post, la describió como «una de las peores que he visto, incluida la chatarra de las películas de Don Bluth y todos los dibujos animados de mala calidad que salen en la televisión de los sábados por la mañana. En Hércules, la antigua Tebas parece un lugar de viaje de campo esbozado apresuradamente de The Magic School Bus, de la televisión pública; y ningún inmortal que se precie sería visto muerto en esta interpretación simplista del Monte Olimpo».. En un par de evaluaciones más favorables, Kenneth Turan, de Los Angeles Times, destacó que la película «tiene un aspecto visual lo suficientemente diferente como para hacer que las cosas sean interesantes» y elogió el diseño de Hidra como una «maravilla tecnológica».
Al igual que el estilo visual, la crítica se mostró dividida en cuanto al apartado musical. De acuerdo con Rita Kempley, de The Washington Post: «Al igual que las otras canciones del veterano de Disney Alan Menken y su nuevo letrista, David Zippel (City of Angels), el compilatorio hace el trabajo, pero no lo sacude. La partitura está influenciada por el góspel, los musicales de Broadway, la música procesional y el R&B, pero su único sabor es su variedad». Finalmente, Leonard Klady, de Variety, percibió que Hércules carece de una música distintiva, ya que Menken «toca demasiadas notas aburridas en su sexta partitura animada [...] simplemente no hay una canción que te haga tararear al salir del cine, y baladas como «Go the Distance» requerirán una repetición constante para incluirse en una lista de reproducción». No obstante, Richard Corliss, para Time, comentó más positivamente mencionando que «los directores decidieron darle al estilo musical lo que tanto le faltaba: diversión desenfrenada».
Por otra parte, la audiencia griega tuvo comentarios mayormente negativos hacia la adaptación; por ejemplo, Yiannis Tzedakis (entonces director de antigüedades del Ministerio de Cultura del país): «Esta película no es para Grecia, no es para Atenas [...] Es una representación distorsionada del mito de Hércules. Y nosotros los griegos tenemos algo con los mitos. Los tomamos muy en serio».

#### Hispanoamericana y española
Sergio Benítez, en el sitio web Espinof.com, calificó desfavorablemente la trama al señalar que «el guion descafeína por completo la leyenda de un personaje de clara vocación homicida cuyas proezas sexuales darían para el argumento de una cinta X sino que, haciendo gala de una capacidad aglutinadora sin par, el libreto coge elementos de otros puntos cardinales de la mitología clásica para incorporarlos sin vergüenza alguna al relato que aquí se nos traslada», aunque destacó el diseño gráfico ya que consideró que es «la producción animada con la que la compañía Disney más arriesgó en el terreno visual durante la década de los noventa».
Si bien, y de forma idéntica a las críticas en inglés, Álvaro Onieva (de la revista Fotogramas) opinó que «quizás lo mejor de la cinta sea Hades como villano, que resulta muy carismático» también observó que varios de los personajes de Hércules son reminiscentes de otros anteriores del mismo estudio al comparar al antagonista con Jafar y Scar, de Aladdín y El Rey León. Asimismo destacó el humor de la trama al describirlo como «uno de los grandes aciertos» del largometraje en contraste con El jorobado de Notre Dame y Pocahontas. Por su parte, Néstor Hidalgo, del medio SensaCine consideró que «fue el largometraje de animación de Disney que más apostó por el humor absurdo», además de alabar la actuación de Woods en su papel de Hades y la forma de incluir a las musas para narrar la historia. A su vez, el portal Cineycine.com resaltó la «increíble animación», además de destacar también los momentos de Hades, el enfrentamiento contra la hidra o la secuencia del tema «Zero to Hero». No obstante, también hizo mención a que «Disney trastocó del todo la mitología griega para hacer esta película. De todos es sabido que siempre esta compañía se ha tomado libertades a la hora de utilizar estos cuentos/historias populares para poder llegar a un mercado del todo familiar y con finales de “y vivieron felices y comieron perdices” pero en el caso concreto de Hércules excedieron todos los límites».
En el aspecto narrativo, de acuerdo con César Castañón, del sitio web Lacovacha.mx: «El principal problema de la cinta es que la historia no tiene muy en claro de qué va [...] Un arco heroico sumamente flojo, tan flojo que Hércules realmente no conoce al villano sino hasta el tercer acto. Literalmente nuestro héroe no tiene ni idea de que tiene un archienemigo sino hasta casi el final [...] Al final todos los problemas de la película pasarían a segundo plano si el centro de la trama fuera su romance con Megara y no su viaje del héroe. Hércules es una historia de Príncipe Encantado y Princesa Disney como muchas otras, pero con un semidiós buscando la gloria y una mujer que ya ha sido decepcionada en el terreno amoroso». Por otro lado, una crítica menos entusiasta provino de Javier Ocaña para la revista Cinemanía, al simplificar: «Con lo típico de la Disney: historia facilonga, música de Menken, buenos, malos y el graciosillo de turno», algo que contrarrestó Gregorio Belinchón para el diario El País: «La crítica la acusó de insípida, pero es una revisión fascinante del mito». Igualmente, Joaquín R. Fernández, del portal Taquilladecine.com comentó: «El espectador observa unas imágenes que tardan en hacerle vibrar, en sentir la plenitud de una historia que sólo se torna emocionante en su media hora final», aunque reconoció que «posee unos villanos de lujo».

### Premios y reconocimientos
Hércules fue nominada hasta en seis categorías de los premios Annie, de los que ganó cuatro de ellos: mejor dirección, mejor producción, mejor personaje animado (por Hades), así como mejores efectos de animación. Igualmente, entró en nominaciones de los premios Artios, Young Artists, Blockbuster Entertainment Awards o los Awards Circuit Community Awards, si bien no salió vencedor en ninguno de ellos. Además, la canción «Go the Distance» fue también candidata a la mejor canción original en los premios Óscar y en los Globos de Oro.
A su vez, el largometraje consiguió un reconocimiento de la American Society of Composers, Authors and Publishers por su rendimiento en taquilla, una estatuilla en los Golden Reel Awards por la mejor edición de sonido, además de un Goldene Leinwand en Alemania. También la Asociación de Críticos de Cine de Los Ángeles otorgó otro galardón al filme en la categoría de mejor animación, a la par que la Online Film & Television Association Awards lo nominó para hasta cinco premios, pero solo consiguió el de mejor actuación vocal (para James Woods).

### Controversias
El gran evento sucedido en Nueva York con motivo de la premier de la película no estuvo exento de polémica. Por ejemplo, Ed Koch, alcalde de la ciudad en tiempos anteriores, objetó rendir el municipio a las propuestas de Disney. De hecho, algunos detractores comenzaron a preguntarse sobre cuánto están dispuestos los políticos a ceder ante una empresa privada a cambio de inversiones. Además, casi cien miembros de la National Association of Broadcast Employees and Technicians aprovecharon la ocasión para ponerse en huelga en lucha por mejores contratos de Disney y ABC; al respecto, el líder del sindicato local, Tony Capitano, reclamó: «Creo que el alcalde regaló la ciudad a Disneyland». Además, unos 5000 negocios y residentes quedaron escandalizados después de que se les solicitara atenuar las luces de sus casas o establecimientos en el momento en el que el desfile pasase. Por otro lado, Disney quería hacer un estreno en la colina Pnyx, pero el Gobierno griego lo descartó debido a que los medios del país tenían predominantemente opiniones desfavorables hacia el filme, como el análisis del periódico Adesmevtos Typos: «Otro caso de extranjeros distorsionando nuestra historia y cultura solo para adaptar sus intereses comerciales». De hecho, los espectadores lanzaban palomitas a las pantallas en las salas de cine helenas para mostrar su inconformidad.

## Franquicia
Los planes de una secuela titulada Hercules II: The Trojan War, cuya trama habría continuado la historia del guerrero griego en Atenas junto con Mégara y su hija Hebe hasta verse involucrado en la Guerra de Troya cuando el malvado Paris secuestra a su amiga Helena, quedaron descartados cuando John Lasseter asumió la dirección creativa de Disney en 2006 y canceló cualquier secuela planeada por el estudio para su distribución directa a video.
Desde entonces se han difundido otros productos inspirados en el filme original, pero en distintos medios. La división televisiva de Disney produjo un par de proyectos, Hércules: la serie animada y Hercules: Zero to Hero, que se estrenaron en las pantallas de televisión a mediados de 1998 y 1999, respectivamente. Casi de forma inmediata al estreno del largometraje, se pusieron a la venta tres videojuegos diferentes: Hércules y las ediciones correspondientes de las series Disney's Animated Storybook y Disney's Print Studio, para las plataformas PlayStation, Game Boy, Microsoft Windows, MS-DOS y Mac OS. Otros videojuegos en los que aparecen los personajes y elementos de Hércules son la serie Kingdom Hearts, Disney Magic Kingdoms, Disney Mirrorverse y Disney Speedstorm.
Tras su anuncio a principios de 2019, una puesta en escena empezó a llevarse a cabo en el Delacorte Theater de Central Park, como parte de una edición del festival Shakespeare in the Park. El equipo de producción estuvo conformado por Menken y Zippel a cargo de la composición musical, y Kristoffer Diaz, Lear deBessonet y Chase Brock como responsables del libreto, dirección y coreografía, respectivamente. A su vez, los actores Jelani Alladin (Hércules), Roger Bart (Hades), Jeff Hiller (Pánico), James Monroe Iglehart (Phil) y Krysta Rodriguez (Mégara) formaron parte del elenco principal. Para la temporada de 2022 a 2023, los escritores Kwame Kwei-Armah y Robert Horn editaron un nuevo libreto, y su estreno ocurrió en el Paper Mill Playhouse, ubicado en Millburn, New Jersey.
En abril de 2020 se anunció una adaptación con imágenes reales a cargo de Walt Disney Pictures y los productores Jeffery Silver y Karen Gilchrist (que anteriormente colaboraron en 2019 en la versión live action de El Rey León), así como los hermanos Russo. Dave Callaham será el responsable del guion, mientras que Guy Ritchie asumirá la dirección del proyecto, a partir de su experiencia con la adaptación de Aladdín de 2019.

## Formato doméstico
Hércules estuvo disponible en los formatos VHS y LaserDisc en Estados Unidos, a partir del 3 de febrero de 1998, como parte de la colección Walt Disney Masterpiece Collection. Se estima que para el verano de ese mismo año se habían recaudado hasta 165 millones USD tan solo por la venta de VHS de dicho compilatorio. A finales del año siguiente, en noviembre de 1999, estuvo disponible por primera vez una «edición limitada» en DVD. Ambos formatos del filme, VHS y DVD, volvieron a distribuirse en agosto de 2000 como parte de la colección Gold Classic Collection. Cabe mencionar que este DVD contenía una relación de aspecto 1.66:1 así como la certificación de audio y vídeo de THX, además de una serie de complementos tales como un documental titulado «The Making of Hercules», el vídeo musical del tema «Go The Distance» así como el folleto de actividades «Animals of the Outback». En junio de 2014 se puso a la venta una «edición especial» en los formatos Blu-ray, DVD y Digital HD, y finalmente entre 2017 y 2019 llegó a los servicios de streaming Netflix y Disney+, respectivamente.